# Joseph Coymans (1621-1677)
Joseph Coymans, heer van Bruchem, enz., (Haarlem, 1621 - aldaar, 1677) was een Nederlands ondernemer en grootgrondbezitter.

## Leven en werk
Coymans werd in 1621 geboren als zoon van Josephus Coymans en Dorothea Berck. Hij was eigenaar van Watervliet bij Beverwijk en hij bezat veel land in de Schermer. Coymans was deelgenoot van de firma Coymans. 
Coymans trouwde in 1645 met Jacomina Trip (1622-1678), lid van de familie Trip. In 1669 was hij betrokken bij een slavencontract, samen met zijn broer Balthasar Coymans. Zijn vrouw was een dochter van Elias Trip en Alithea Adriaens. Het echtpaar had geen kinderen. Coymans overleed in 1677 in zijn geboorteplaats. 